# Rhabdomastix schmidiana
Rhabdomastix schmidiana är en tvåvingeart som beskrevs av Alexander 1958. Rhabdomastix schmidiana ingår i släktet Rhabdomastix och familjen småharkrankar.
Artens utbredningsområde är Sri Lanka. Inga underarter finns listade i Catalogue of Life.